# Viola nannei
Viola nannei Pol. – gatunek roślin z rodziny fiołkowatych (Violaceae). Występuje naturalnie w Meksyku, Gwatemali i Kostaryce. 

## Morfologia
PokrójBylina dorastająca do 10 cm wysokości, tworzy kłącza i rozłogi.
LiścieZebrane w rozetę. Blaszka liściowa ma kształt od jajowatego do nerkowatego. Mierzy 0,6–3,3 cm długości oraz 0,7–3,5 cm szerokości, jest niemal całobrzega lub delikatnie piłkowana na brzegu, ma sercowatą nasadę i zaokrąglony wierzchołek. Ogonek liściowy ma 1–14 cm długości.
KwiatyPojedyncze, wyrastające z kątów pędów. Korona kwiatu mierzy 5–13 mm średnicy. Płatki mają purpurową barwę, dolny płatek posiada obłą ostrogę o długości 1-2 mm.
OwoceTorebki mierzące 6-10 mm długości. Nasiona maja odwrotnie jajowaty kształt i osiągają 1,5-2 mm długości.

## Biologia i ekologia
Występuje na wysokości od 1150 do 3500 m n.p.m. Kwitnie od grudnia do sierpnia. 